# Smittia bicinctura
Smittia bicinctura är en tvåvingeart som först beskrevs av Tokunaga 1964.  Smittia bicinctura ingår i släktet Smittia och familjen fjädermyggor. Inga underarter finns listade i Catalogue of Life.